# Grupo acetiloxi

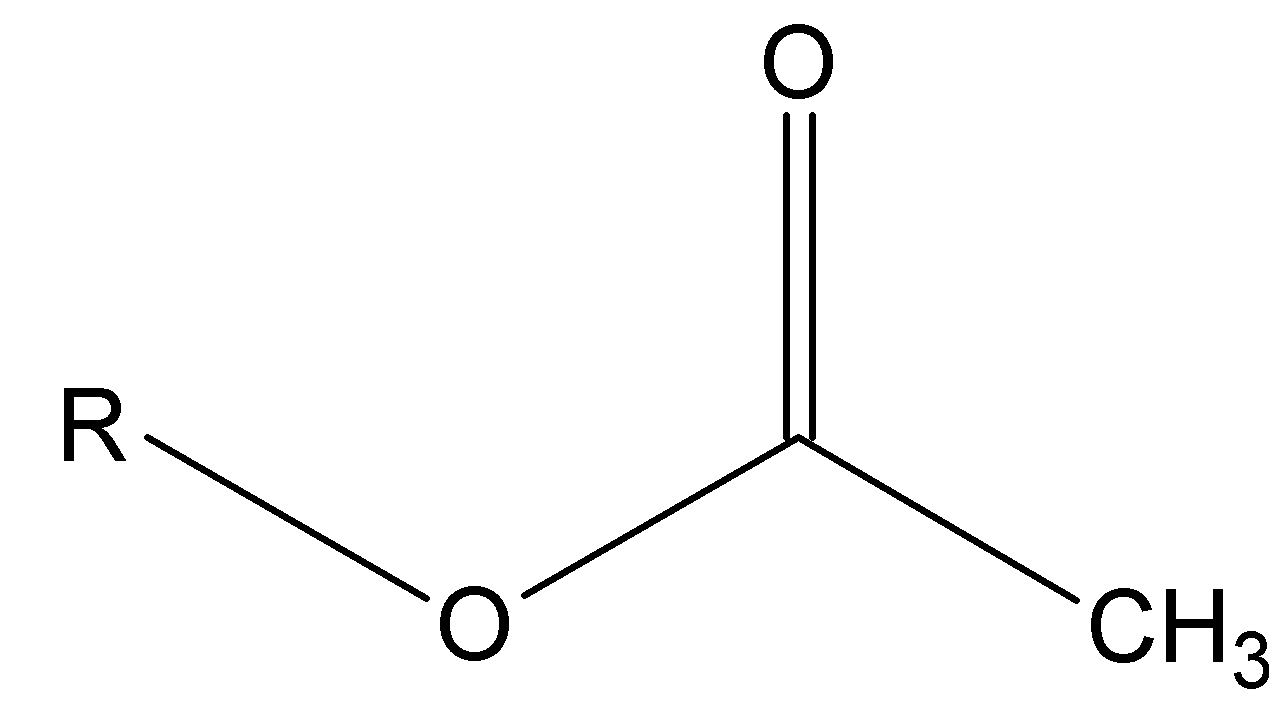
Estructura del grupo acetiloxi.

El grupo acetiloxi, que generalmente se abrevia como acetoxi, es un grupo funcional en química orgánica, cuya estructura es CH3-C(=O)-O-. Difiere del grupo acetilo en que presenta un átomo de oxígeno adicional. Se suele representar como AcO o OAc.
Un grupo acetoxi puede ser usado como una protección para una función alcohol en una ruta de síntesis, aunque el grupo de protección en sí es el grupo acetilo. Hay distintas opciones para introducir una funcionalidad acetoxi en una molécula a partir de un alcohol (protección de un alcohol por acetilación).
- Halogenuro de acetilo, como el cloruro de acetilo en presencia de una base como la trimetilamina.
- El ácido acético, activado en forma de un éster, como el éster de N-hidroxisuccinimida, aunque esto no se recomienda debido a los costos elevados y dificultades mayores.
- Anhídrido acético en presencia de una base como la piridina con trazas de DMAP.
Debe observarse que un alcohol no es un nucleófilo particularmente fuerte y, cuando están presentes nucleófilos más fuertes como las aminas, reaccionará con los reactivos mencionados anteriormente en preferencia al alcohol, formando amidas (grupo acetamido).